# کریس دیکسن (بازیکن فوتبال)
کریس دیکسن (انگلیسی: Chris Dickson؛ زادهٔ ۲۸ دسامبر ۱۹۸۴) بازیکن فوتبال اهل بریتانیا است.
از باشگاه‌هایی که در آن بازی کرده‌است می‌توان به باشگاه فوتبال چارلتون اتلتیک، باشگاه فوتبال دالیچ هملت، باشگاه فوتبال کرو آلکساندرا، باشگاه فوتبال شانگهای پورت، باشگاه فوتبال نئا سالامیس فاماگوستا، باشگاه فوتبال گیلینگام، باشگاه فوتبال پافوس، باشگاه ورزشی لیماسول، باشگاه فوتبال بریستول راورز، باشگاه فوتبال انوسیس نئون پارالیمنی، باشگاه فوتبال داگنم و ردبریج، و باشگاه فوتبال اریث و بلودر اشاره کرد.
وی همچنین در تیم ملی فوتبال غنا بازی کرده‌است.